# 宮城喜代子
宮城喜代子（みやぎ きよこ、1905年1月29日 - 1991年2月19日）は、生田流箏曲家。妹である宮城数江と共に宮城道雄の門弟として有名。重要無形文化財保持者に各個認定（いわゆる人間国宝）、日本芸術院会員。
13歳で叔父の宮城道雄に入門してから、弟子、家族として道雄の死まで37年をともにした喜代子は、妹の数江と共に道雄の楽曲を最もよく理解し、演奏を体現していたといわれる。生涯独身を通し、道雄の国内外の数多くの演奏旅行に随行し、貞子夫人と共に、盲目であった道雄の音楽活動を支えた。道雄の死後も宮城箏曲の普及につとめ、後継者の育成にも尽力した。著書に自伝『箏ひとすじに』（文園社、1990年）がある。

## 略年譜
- 1905年(明治38年)　滋賀県大津市に牧瀬家の長女として生まれる。清子と命名。
- 1918年(大正7年)　この年1月叔母である吉村貞子が道雄に入門し、5月に結婚。貞子の勧めと本人の希望とで道雄の門下に入り、以降家族として道雄夫妻と生活を共にする。
- 1923年(大正12年)　関東大震災。宮城家は被災を免れる。この年から姓名判断により、「喜代子」の名を使うようになる。
- 1931年(昭和6年)　東京音楽学校の講師になる（1938年迄）
- 1952年(昭和27年)　東京芸術大学講師（1959年迄）。
- 1956年(昭和31年)　宮城道雄、関西演奏旅行への途次、列車から転落死。
- 1959年(昭和34年)  東京芸術大学助教授。
- 1969年(昭和44年)　生田流協会副会長に選任される（1978年迄）。
- 1971年(昭和46年)　母・牧瀬スミ死去。
- 1975年(昭和50年)　勲四等宝冠章受章。
- 1978年(昭和53年)　生田流協会会長に選任される（死去迄）。宮城道雄記念館が竣工・落成。
- 1983年(昭和58年)　重要無形文化財保持者（人間国宝）に認定。LP10枚組『箏曲 宮城喜代子全集』発売(ビクター)。
- 1986年(昭和61年)　日本芸術院会員。
- 1988年(昭和63年)  勲三等瑞宝章受章。
- 1991年(平成2年)　  逝去。